# Сафие Садики-Шаини
Сафие Садики-Шаини (на албански: Safije Sadiki-Shaini, на македонска литературна норма: Сафије Садики-Шаини) е политик от Северна Македония от албански произход.

## Биография
Родена е на 4 май 1988 година в кумановското село Слупчане, тогава в Социалистическа федеративна република Югославия. Завършва магистратура по информатика в Държавния университет в Тетово. На 15 юли 2020 година е избрана за депутат от Алтернатива в Събранието на Северна Македония.